# Fäbodtjärnen (Nysätra socken, Västerbotten, 714189-175736)
Fäbodtjärnen är en sjö i Robertsfors kommun i Västerbotten och ingår i Mångbyån-Kålabodaåns kustområde.